# قنا (شهر)
شهر قنا  (به عربی: قنا) در استان قنا در کشور مصر واقع شده‌است. در سال ۲۰۰۸ جمعیت این شهر ۲۱۴٫۸۵۱ نفر است.